# Německý idealismus

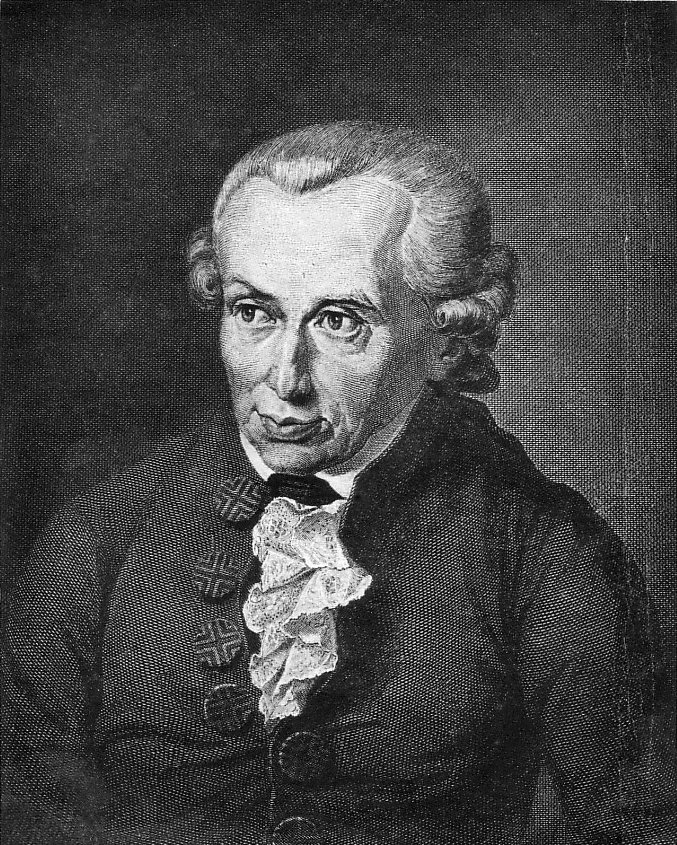
Immanuel Kant

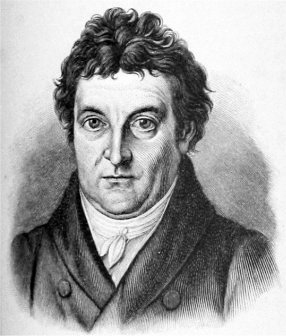
Johann Gottlieb Fichte

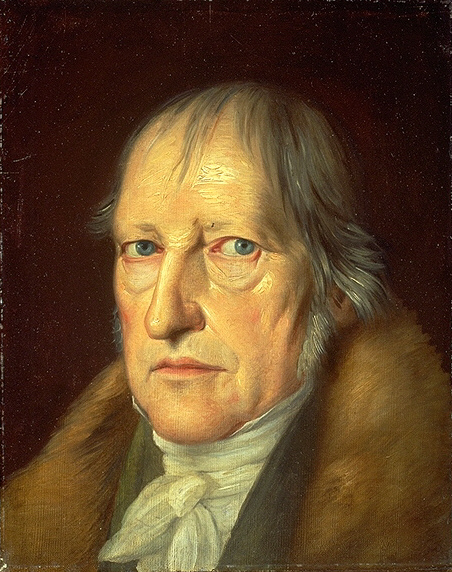
Georg Wilhelm Friedrich Hegel

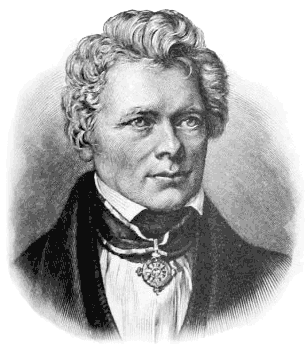
Friedrich Wilhelm Joseph von Schelling

Německý idealismus (někdy také absolutní idealismus[zdroj?]) byl významný filosofický směr v rámci západní metafyziky, činný zhruba v letech 1781–1831, tj. od vydání Kantovy Kritiky čistého rozumu po smrt Hegelovu. Začíná kritickou filosofií Immanuela Kanta a vrcholí v díle Hegelově, Fichtově a Schellingově. Přes všechnu rozmanitost jejich rozvrhů je spojuje snaha o celkové a systematické pochopení skutečnosti, jehož východiskem je myslící subjekt sám (Fichtovo „já“, Hegelův „Duch“) a jeho vlastní zkušenost, prostředkem kritický rozum a nástrojem pojmy. K užívání společného názvu „německý idealismus“ snad opravňuje existence rukopisného zlomku společného „programu“ z roku 1797, patrně z ruky Hegelovy.
Kantova kritická filosofie objevila, že lidské poznání není tak samozřejmé, jak se dosavadní myšlení domnívalo, nýbrž je různě podmíněno a omezeno. Předmětem transcendentální filosofie tak nemá nadále být zkoumání jednotlivých jsoucen, věcí a zkušeností, nýbrž nutných podmínek poznávání. Poznání je buď čistě rozumové (analytické, apriorní), anebo smyslové či zkušenostní (syntetické, aposteriorní). Každé poznání už předpokládá kategorie času a smyslové poznání navíc ještě prostoru, které nepocházejí ze zkušenosti, nýbrž naopak ji teprve umožňují.
Kant tak navázal na radikální metodickou pochybnost Descartovu, který si uvědomil, že o všech svých vnějších (smyslových) zkušenostech může pochybovat a jedinou jistotou je toto pochybování samo: „Myslím – tedy jsem.“ Z této sebejistoty subjektu vychází i německý idealismus, snaží se ji však rozvinout a využít v celé její šíři. Přítomnou zkušenost rozšiřuje Hegel ještě o její časový a dějinný rozměr: skutečnost není okamžitá ani v čase stálá, nýbrž se neustále mění a navíc nevratně vyvíjí. Skutečnost sama není jen soubor více méně samostatných „věcí“, jsoucen a podstat, nýbrž je to celek, provázaný nekonečně složitými vztahy – například subjektu k sobě, ke druhým lidem, ke světu přírody i mravnosti.
Idealistické myšlení hájí:
- proti empirismu význam pojmů, hypotéz a smyslu, který přímou zkušenost přesahuje,
- proti iracionalismu rozumnost, pochopitelnost skutečnosti,
- proti relativismu závaznost světového řádu, pravdy a mravnosti,
- proti pozitivismu celkový pohled na skutečnost, smysl světa i lidské existence,
- proti pragmatismu vědomí, že pravda a poznání nejsou jen nástroji praktického zvládání života.

Jeho hlavní nebezpečí spočívá v tom, že
- podceňuje „vnější“ zkušenost,
- nevidí jazykovou a kulturní podmíněnost pojmů,
- předpokládá pevný, nadlidský, a přesto rozumový řád jako uzavřený systém,
- jehož jsou jednotliví lidé jen často nevědomými nositeli („lest rozumu“, Hegel).

Tak se i německý idealismus mohl stát půdou, z níž nakonec vyrostlo – i když s přímým popřením jeho vlastních základů, zejména ideje ducha a svobody – myšlení obou totalit 20. století.